# Eriastrum wilcoxii
Eriastrum wilcoxii är en blågullsväxtart som först beskrevs av Aven Nelson, och fick sitt nu gällande namn av Mason. Eriastrum wilcoxii ingår i släktet Eriastrum och familjen blågullsväxter. Inga underarter finns listade i Catalogue of Life.

## Bildgalleri

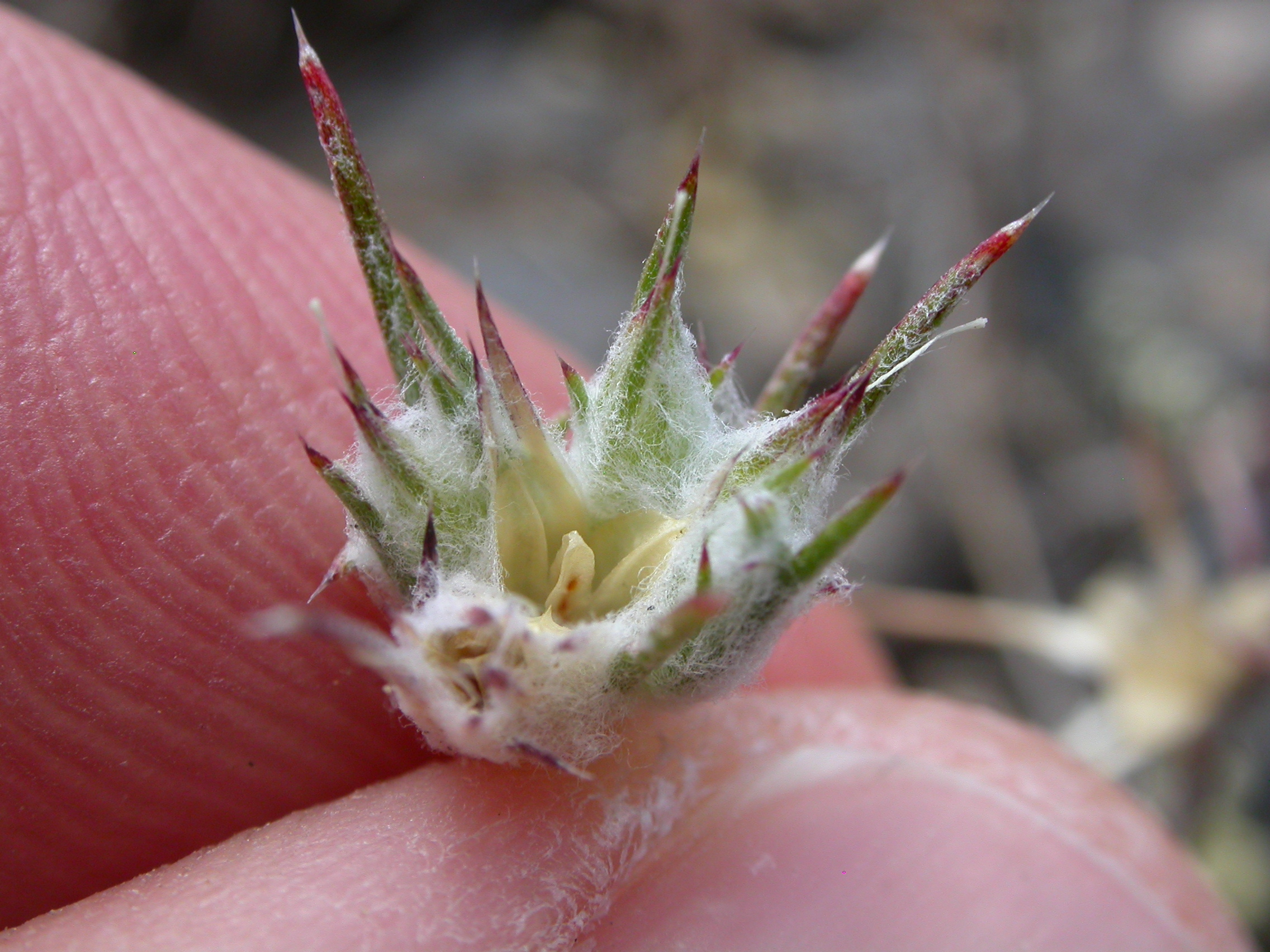
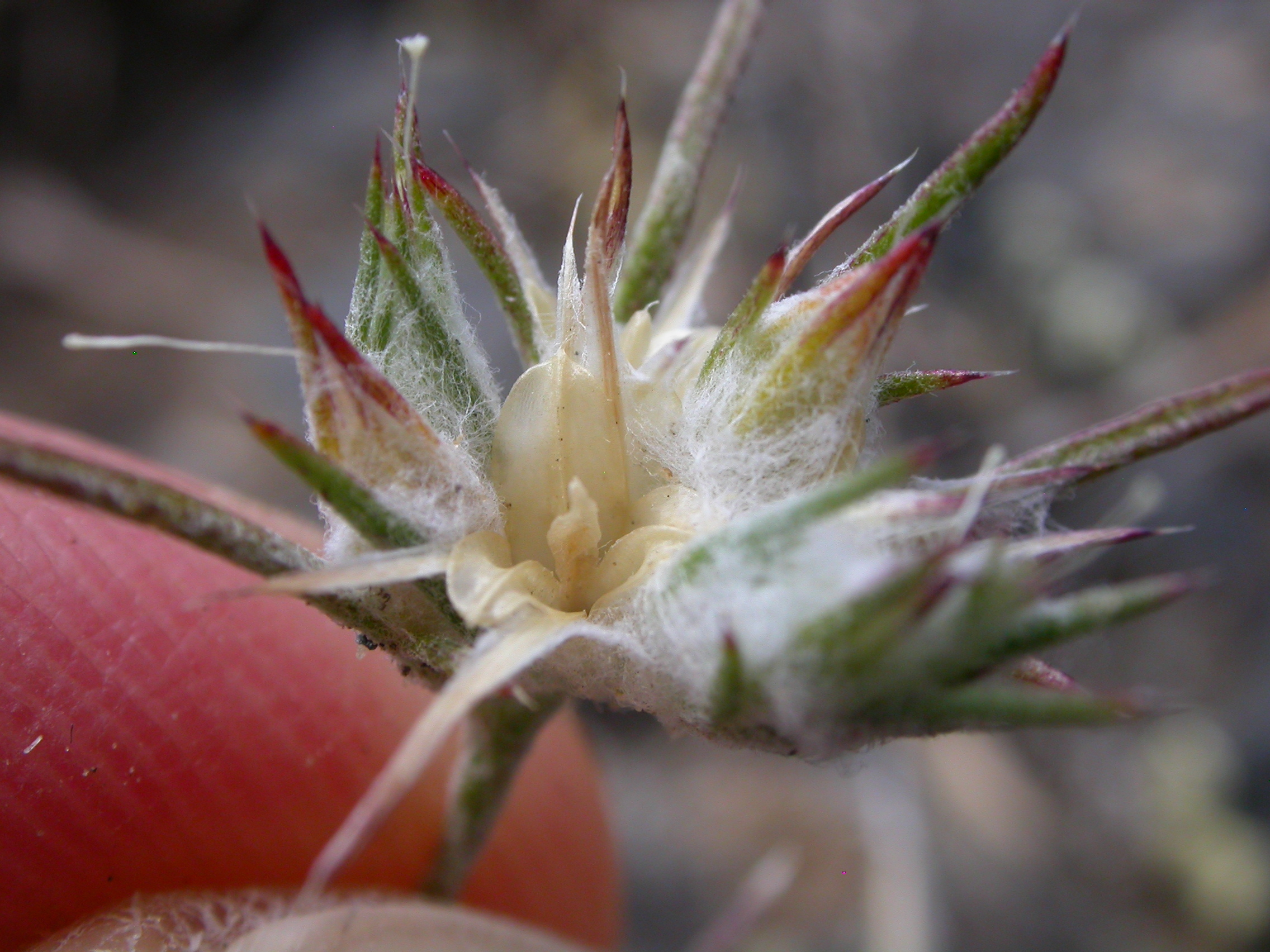
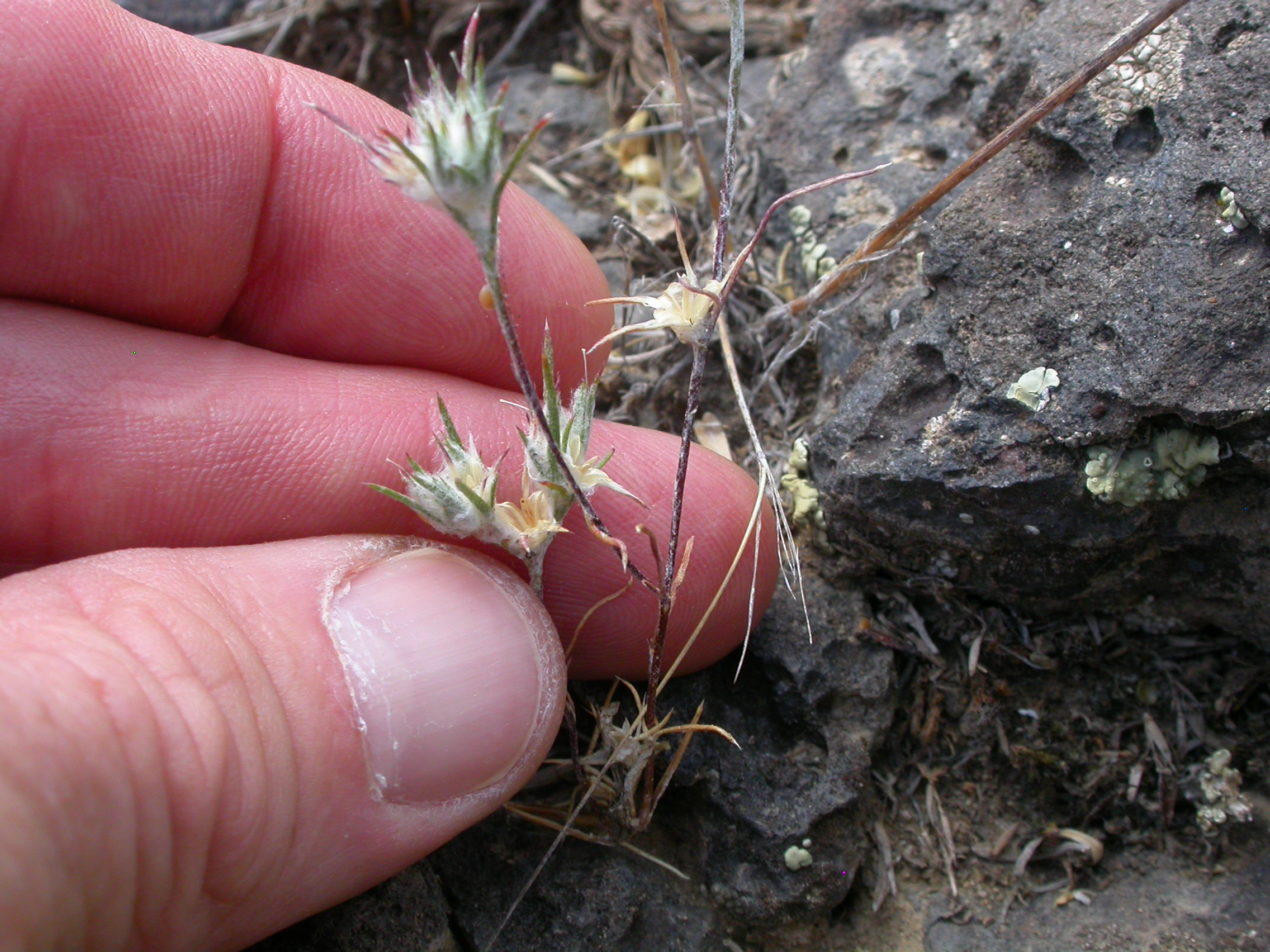
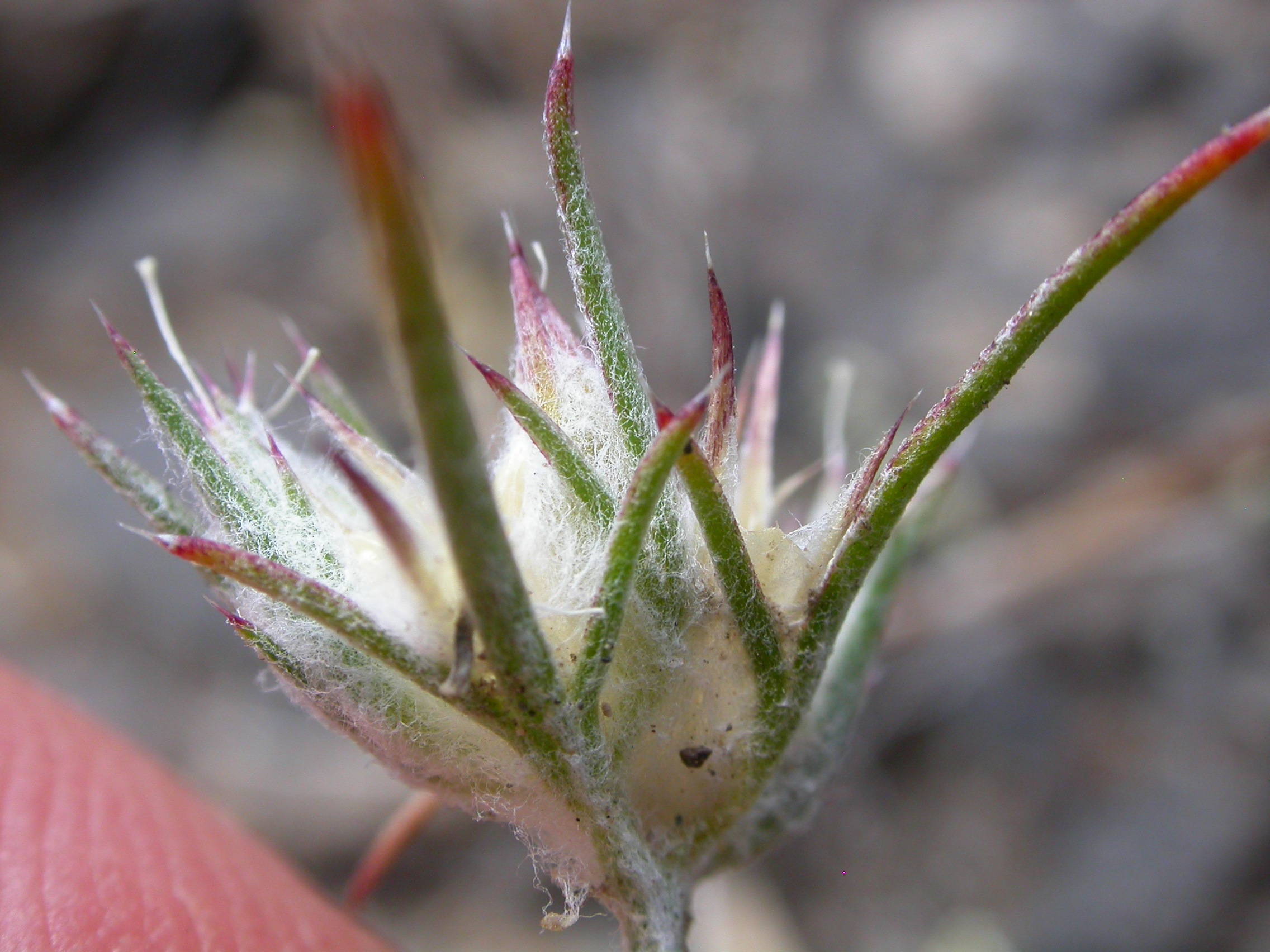
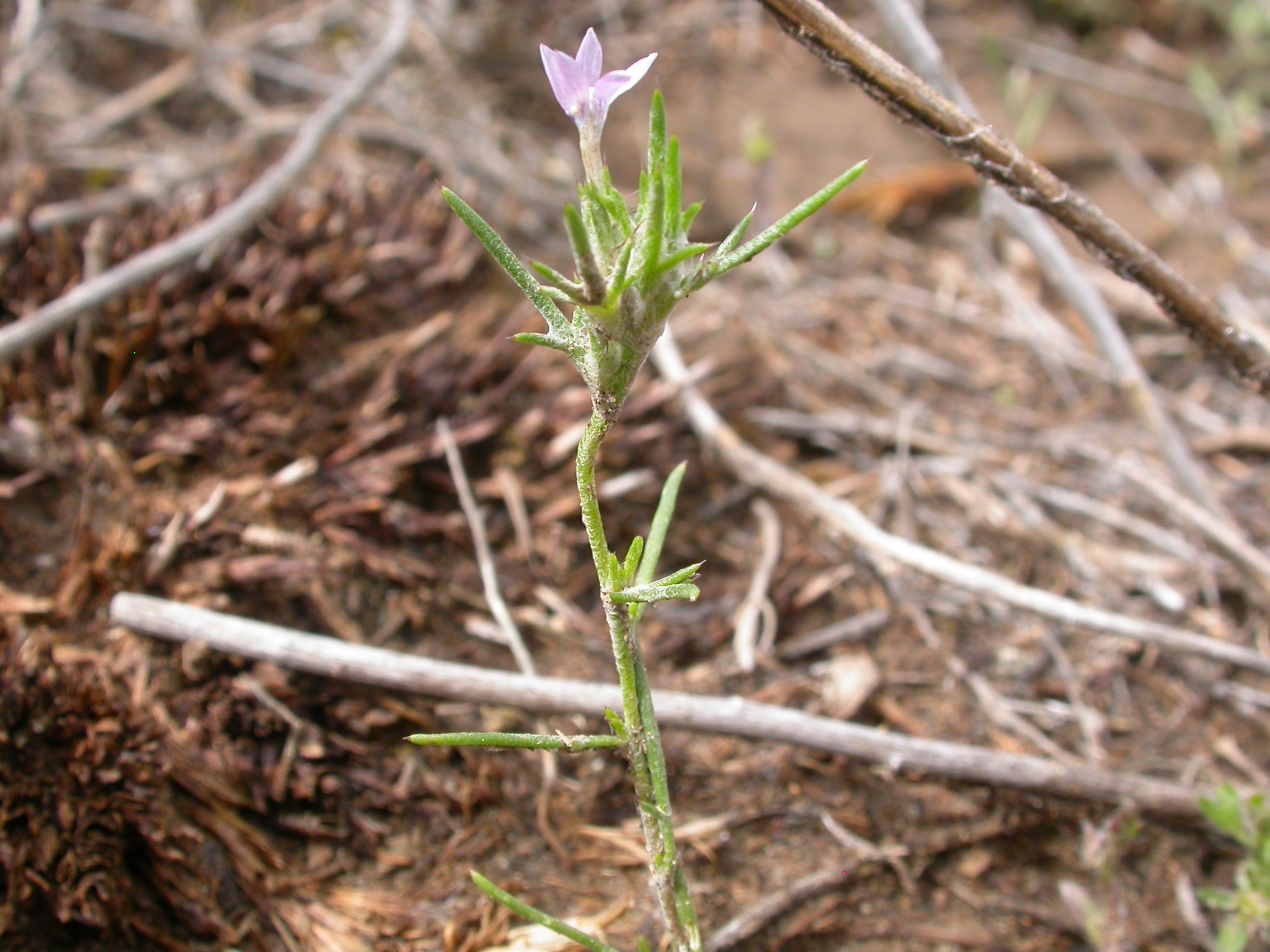
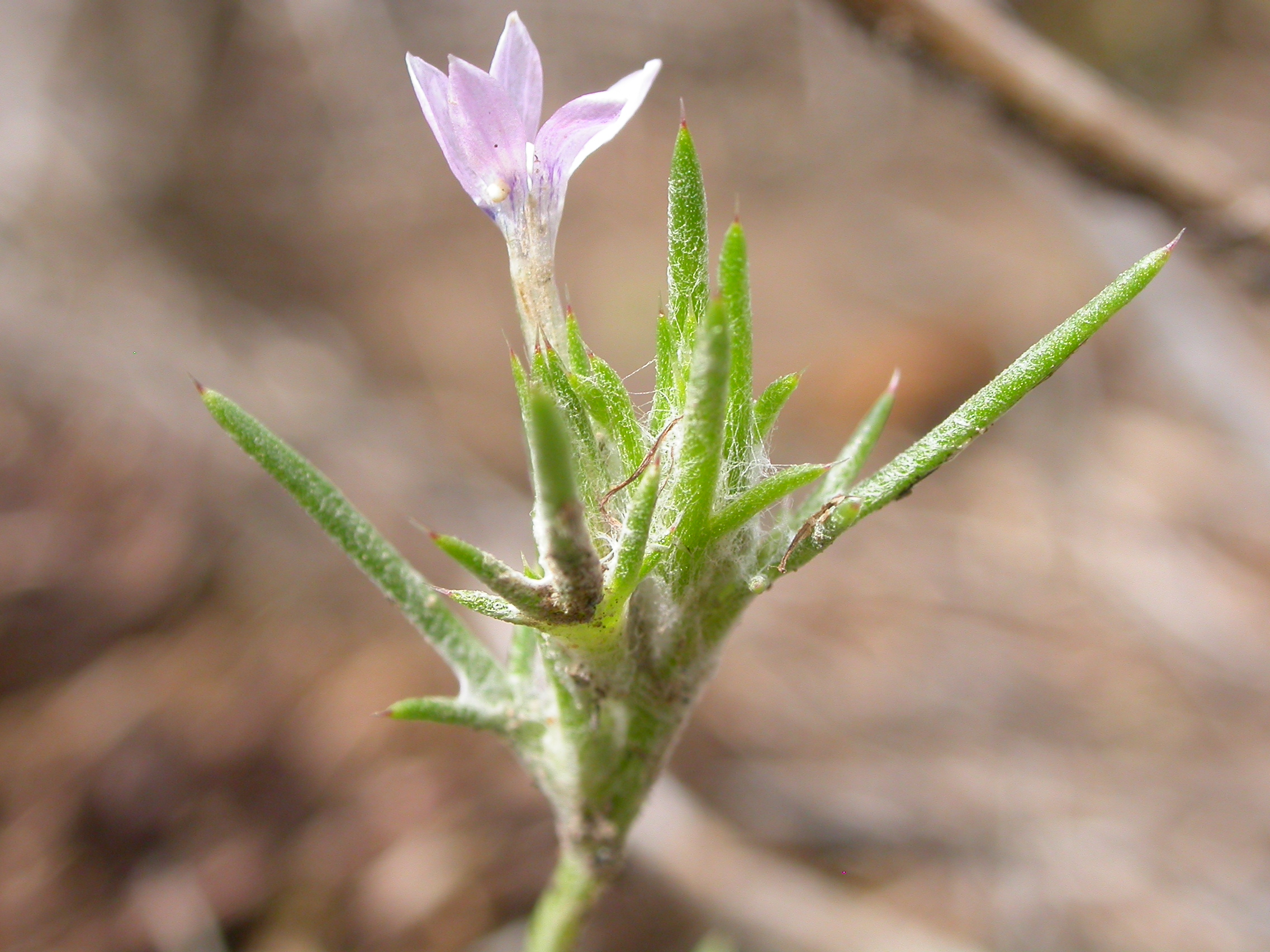